# كاميلو كابيبيريبي
كاميلو كابيبيريبي (مواليد 23 مايو 1972) سياسي برازيلي. كان حاكم ولاية أمابا البرازيلية من 2011 إلى 2015.

## الحياة الشخصية
كابيبيريبي هو ابن عالم الحيوان جواو كابيبيريبي والمعلمة جانيت كابيبيريبي. وهو خريج الجامعة البابوية الكاثوليكية في كامبيناس، وحصل على درجة الماجستير من جامعة مونتريال. يتمتع كلا والديه بعلاقات مع السياسة، حيث تعمل والدته أيضًا كنائب فيدرالي وكان والده الحاكم السابق لأمابا.
كان والداه منخرطين في الحركة الاشتراكية قبل ولادته، لكنهما هربا إلى تشيلي بعد الانقلاب البرازيلي عام 1964، حيث ولد كارلوس وشقيقته التوأم لوسيانا. لديه أيضًا أخت صغيرة تُدعى أرتيونكا وهي عالمة أنثروبولوجيا. مع الانقلاب التشيلي عام 1973 والإطاحة بسلفادور أليندي على يد أوغستو بينوشيه فرت عائلته مرة أخرى هذه المرة إلى كندا.
كان كابيبيريبي في شبابه جزءًا من عدة مجموعات سياسية طلابية جامعية، بما في ذلك التحالف الوطني للتحرير. بعد تخرجه من الجامعة أصبح سكرتير تنظيم الدولة التنفيذية للحزب الاشتراكي البرازيلي.

## الحياة السياسية
في عام 2006 انتخب عضوا في المجلس التشريعي لولاية أمابا بـ 5.213 صوت.
في عام 2010 ترشح كابيبيريبي لمنصب حاكم ولاية أمابا. حصل في الجولة الأولى على 28٪ من الأصوات. في الجولة الثانية في 31 أكتوبر 2010 حصل على أكثر من 170.000 صوت، وهو أكبر تصويت في تاريخ الولاية لمرشح حاكم، وأصبح حاكمًا بنسبة 53.77٪ من الأصوات.
في الانتخابات العامة البرازيلية لعام 2018 أعلن كابيبيريبي أنه ترشح للمجلس الوطني للنواب الفيدراليين.